# クリスマスイブ (優里の曲)
「クリスマスイブ」は、日本のシンガーソングライター・優里の楽曲。メジャー12作目の配信限定シングルとして2022年11月27日にリリースされた。
「クリスマスイブ」は、優里初の“クリスマスソング”。“色褪せない想いと色褪せた景色”が交錯する一曲。
ミュージックビデオは、2022年12月1日20:00より公開。優里の代表曲『ドライフラワー』や『かくれんぼ』『おにごっこ』などのミュージックビデオを手掛けたエリザベス宮地が監督、女優・南沙良が主演を務めている。。